# W. O. E. Oesterley
Rev. William Oscar Emil Oesterley (Calcutá, 1866–1950) foi um teólogo da Igreja Anglicana e professor de Hebraico e Antigo Testamento no King's College, em Londres, a partir de 1926. Seus muitos livros abrangem uma ampla gama de tópicos, desde comentários bíblicos e doutrina cristã, judaísmo e o antigo Israel até assuntos mais gerais, como a dança sagrada.
Seu pai, Emil, foi representante da firma alemã Ernsthausen and Oesterley em Calcutá, e desde 1860 foi um cônsul britânico. Oesterley foi educado no Brighton College, Jesus College (Cambridge) (1902) e no Wells Theological College. Ele foi vigário da Igreja de St Alban, Acton Green, Chiswick, em 1923. Ele foi Reitor de St. Mary, Aldermary em 1923 e teve vicariatos em Houghton-le-Spring, Co. Durham, St. Botolph's, Colchester, St. Nicholas, Brighton e Prebendary of St. Paul's, Londres em 1936.